# Ommatidie

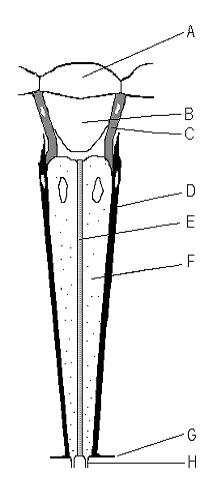
Ommatidie : À – cornée, B – Cône cristallin, C & D – cellules pigmentées, E – rhabdome, F – Cellules photoréceptrices - G – membrana fenestrata, H – Nerf optique

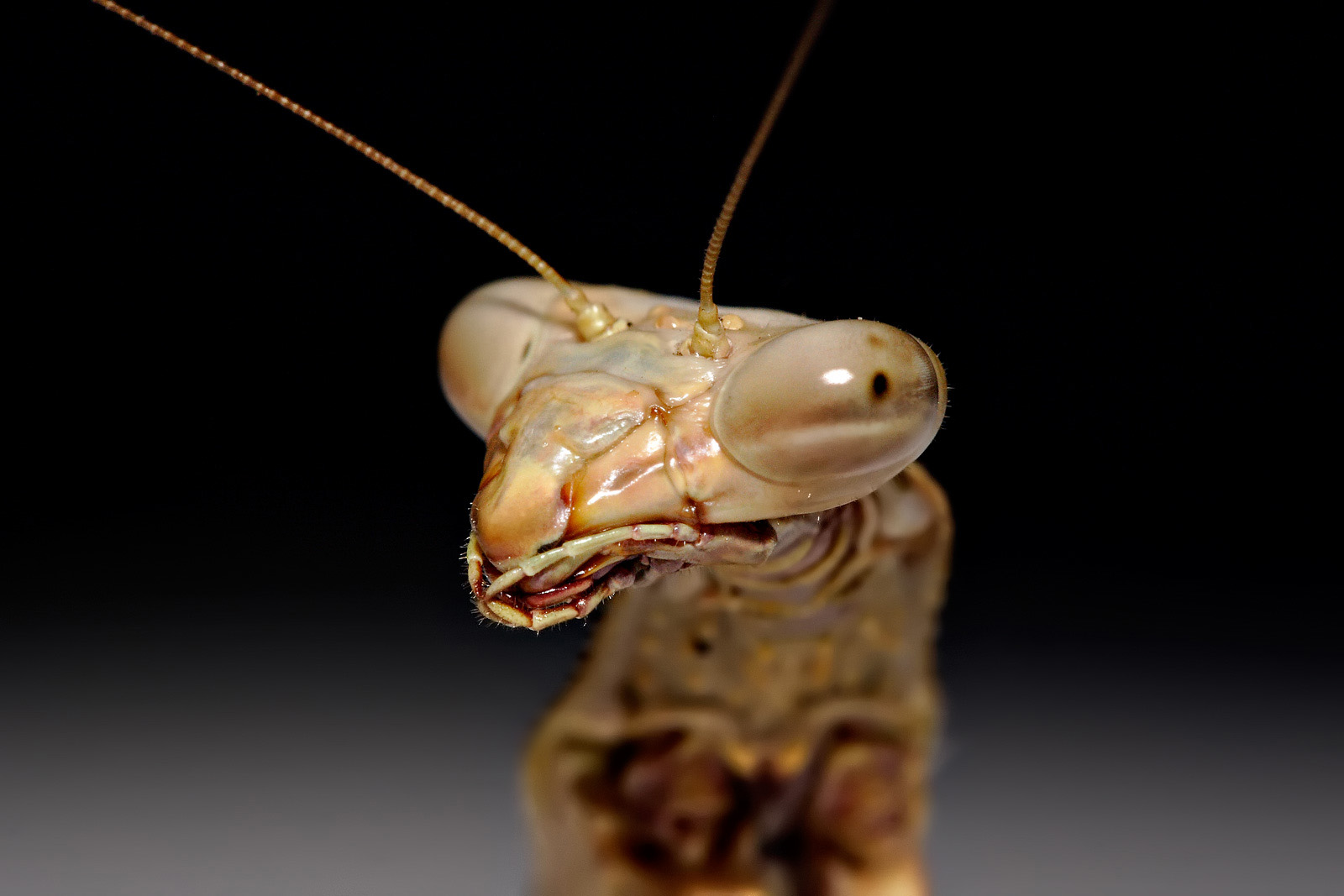
Une « pseudopupille » (point noir) peut apparaitre sur l'œil de certaines espèces, qui change de place selon le point de vue. C'est un effet expliqué par l'absorption de toute la lumière qui arrive perpendiculairement à l'œil alors que les cellules pigmentaires renvoient une partie de la lumière incidente. C'est le cas ici chez la mante (Archimantis latistyla)

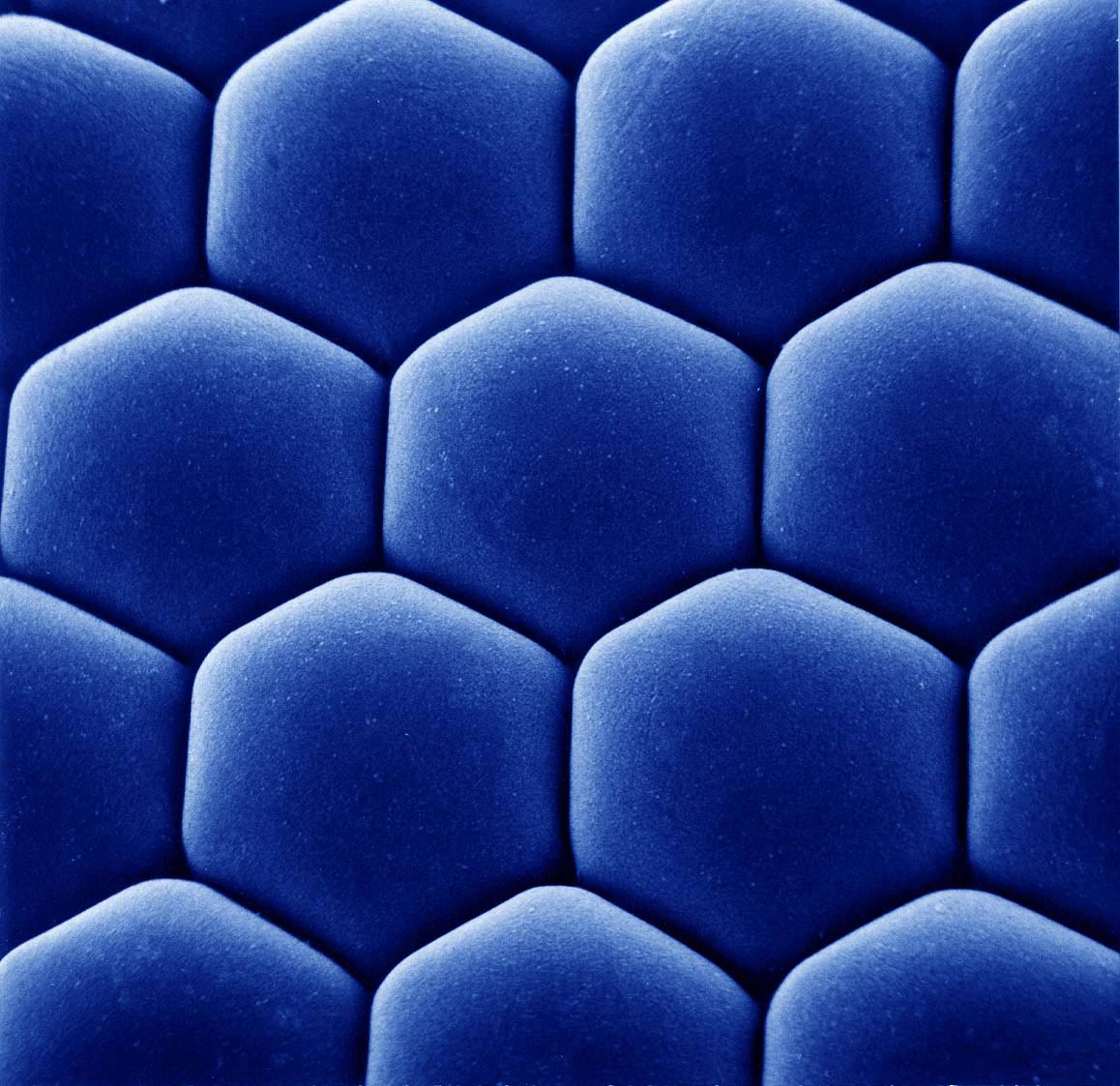
Ommatidies d'un krill.

Les yeux composés des arthropodes (dont insectes et millipèdes) sont composés de structures unitaires dites ommatidies, ommatidia (du latin ommatidium).

## Nombre
Le nombre d'ommatidies dans l'œil varie selon les insectes de quelques-uns chez les Archaeognathae primitifs et chez les thysanoures à environ 30 000 dans les grandes libellules anisoptères et chez certains papillons de nuits de la famille des Sphingidae

## Taille
La taille de l'ommatidie varie selon l'espèce de 5 à 50 micromètres (µm). 
Le rhabdome qu'elles contiennent a une section transversale souvent de moins de 1 µm de large.
Certains assimilent les assemblements de microlentilles de certains écrans ou « yeux artificiels » à des ommatidies d'yeux composés (biomimétiques) ; c'est un des nombreux domaines explorés par la biomimétique.

## Forme
Les ommatidies ont généralement une section hexagonale (vue en coupe transversale). Elles sont environ dix fois plus longues que larges. Le plus grand diamètre est à la surface, se rétrécissant vers le fond de l'œil.

## Fonctions et physiologie de l’œil
Chaque ommatidie contient un groupe de cellules photoréceptrices entourées de cellules de soutien et de cellules pigmentées.
La partie extérieure de l'ommatidie est recouverte d'une cornée transparente.
Chaque ommatidie est innervée par un axone qui  produit un pixel lors de la production de l'image dans le cerveau de l'insecte.
La surface extérieure est une cornée, sous laquelle est un pseudo-cône qui semble focaliser la lumière. La cornée et ce pseudo-cône constituent environ 10 % de la longueur de l'ommatidie.
Les 90 % restants de l'ommatidie contiennent de six à neuf longues et minces cellules photoréceptrices chez certains papillons (chiffre variant selon l'espèce), dites "R-cellules" dans la littérature et alors souvent numérotées ; par exemple, R1 à R9.
Ces cellules R constituent une partie de l'axe central de l'ommatidie et forment collectivement un guide pour la lumière, un tube transparent, dit rhabdome.
Chez certaines mouches, lors de l'évolution, ce rhabdome s'est séparé en sept rhabdomères indépendants, avec 7 neurones associés, ce qui semble permettre à ces mouches de disposer d'une vision probablement sept fois plus précise pour un nombre identique d'ommatidies.
Comme l'image produite par un œil composé est créée à partir des éléments indépendants produits par chaque ommatidie, il est important pour les ommatidies de réagir à la partie de la scène située directement en face d'elle. 

Pour empêcher une lumière angulaire parasite d'entrer et d’exciter le neurone, les rayons lumineux sont canalisés par les ommatidies voisines et par six cellules pigmentaires qui bordent l'extérieur de groupes de 3 ommatidies.
La lumière qui arrive face à une ommatidie est conduite vers la section transversale mince de la cellule photoréceptrice, avec une chance infime de l'exciter car elle est souvent absorbée par une cellule pigmentaire destinée à l'empêcher d'entrer dans une ommatidie voisine. Chez de nombreuses espèces nocturnes vivant en situation de faible éclairage, les pigments sont absents, de sorte que la lumière qui pénètre dans l'œil peut être détectée par plusieurs ommatidies à la fois. Ceci améliore la détection de la lumière, en réduisant toutefois la résolution de la vision.
Ce type d’œil permet aussi de détecter une source de lumière polarisée (Remarque : les ailes de certains insectes polarisent elles-mêmes la lumière), rendant certaines espèces sensibles à une forme de pollution lumineuse dite « pollution par la lumière polarisée ».